# テレシネマ7
『テレシネマ7』（原題・텔레시네마、テレシネマ）は、日本・韓国共同制作による映画プロジェクト。
2007年、上海で開かれた第2回東アジア脚本家カンファレンスに参加した日本放送作家協会員より発案された企画で、日本放送作家協会理事長・市川森一と韓国KOFICE理事長・シン・ヒョンテクが共同企画者となり、日本放送作家協会の協力のもとで実施され、コンテンツの新しいビジネスモデルを提案するものとなっている。国境を越えて同じ感動を共有できるような作品を目指し、市川からのオファーに快諾した日本の脚本家がオリジナル作品を執筆し、韓国の人気俳優が出演し、韓国の監督によって7つの作品が制作された。韓国では2009年11月5日より公開され、その後日本でも2010年5月29日より公開された。

## 作品
本作は下記7作品で構成されている。
- 『天国への郵便配達人（朝鮮語版）』（てんごく-ゆうびんはいたつにん、原題・천국의 우편배달부）
- 『トライアングル（朝鮮語版）』（原題・트라이앵글）
- 『石ころの夢』（いし-ゆめ、原題・돌멩이의 꿈）
- 『顔と心と恋の関係（朝鮮語版）』（かお-こころ-こい-かんけい、原題・내 눈에 콩깍지）
- 『楽園（朝鮮語版）』（らくえん、原題・낙원）
- 『結婚式の後で（朝鮮語版）』（けっこんしき-あと-、原題・결혼식후에）
- 『19（朝鮮語版）』（ナインティーン、原題・19）

### 天国への郵便配達人

#### あらすじ
ハナは両親や夫、恋人、友達など、愛する人の死を悼む人々の手紙を天国に運ぶ郵便配達の仕事をするジェジュンと出会い、その仕事に興味を持ったハナもその仕事を手伝うが、やがてハナはジェジュンの優しさに惹かれていく。

#### キャスト
- シン・ジェジュン - ジェジュン
- チョ・ハナ - ハン・ヒョジュ

#### スタッフ
- 脚本：北川悦吏子
- 監督：イ・ヒョンミン

### トライアングル

#### あらすじ
世界的に有名な美術品コレクターだった夫を2年前に亡くしたジヨン、ジヨンのコレクションを狙う詐欺師・サンウ、そして容疑者としてサンウを追う女刑事・ソンヘの3人が美術品を巡ってそれぞれ騙しあう。

#### キャスト
- リュ・サンウ（イジャ） - アン・ジェウク
- オ・ソンヘ - カン・ヘジョン
- ジヨン - イ・スギョン

#### スタッフ
- 脚本：尾崎将也
- 監督：チ・ヨンス

### 顔と心と恋の関係

#### あらすじ
イケメンの建築家・テピュンは車を運転中、飛び出してきた子犬をよけようとして衝突事故を起こし、一時的に美人がブサイクに、ブサイクが美人に見える視覚異常になってしまう。テピュンは明るく朗らかなペット雑誌の編集者・ソジュンと出会い、恋に落ちてしまう。

#### キャスト
- カン・テピュン - カン・ジファン
- ワン・ソジュン - イ・ジア

#### スタッフ
- 脚本：大石静
- 監督：イ・ジャンス

### 楽園

#### あらすじ
刑務所から出所したミギョンは、電車の中で偶然手にしたチラシに書かれた「最後の楽園」と呼ばれるハナ島に向かう。島に着いたミギョンは偽名を名乗り、住み込みで小学校の給食室で働き始めるが、同じ船に乗り合わせ、偶然ミギョンが捨てた封筒を拾った小学校教師のイルホは偽名と知りながらも受け入れる。ある日、ミギョンは森の中で出会った不登校の生徒・ファランが給食室で食べ物を漁っていたのを見つける。ファランの家庭の事情を知ったミギョンは、彼女に特別な感情を抱くようになる。

#### キャスト
- ハン・ミギョン - キム・ハヌル
- キム・イルホ - チ・ジニ
- イム・ファラン - キム・ユジョン

#### スタッフ
- 脚本：岡田惠和
- 監督：イ・ジャンス

### 結婚式の後で

#### あらすじ
ペンションを共同経営するジホンとユリの結婚式で、大学時代のサークル仲間が再会。そこにジョンヒの娘・ミレが現れる。ミレは死んだ母親が父親に宛てた手紙を見つけ、サークル仲間の中にいる自分の父親を探しにきたという。それぞれに心当たりがあり、父親探しが難航する中、7人はライブハウスで久しぶりに演奏をするうちに、昔を思い出し、やがてジョンヒの話を始める。

#### キャスト
- キム・チホン（ジホン） - シン・ソンウ
- イ・ユリ - イェ・ジウォン
- キム・ソンホ - ペ・スビン
- パク・キョンホ - ユン・ヒソク
- チェ・ヒョンウ - イ・ヘヨン
- ハン・ソンジュ - キム・ボギョン
- チェ・ミニ - ソ・ユジョン
- キム・ジョンヒ - チャ・スヨン
- キム・ミレ - コ・アソン

#### スタッフ
- 脚本：横田理恵
- 監督：キム・ユンチョル

### 19

#### あらすじ
三流大学に通うジョンフン、大財閥の会長の御曹司・ミンソ、母親の看病で美容師見習いをクビになったウンヨンは、ネットカフェの店員・ヨンエの殺人事件に偶然巻き込まれ、逃亡を余儀なくされる。ともに19歳で、悶々とした気持ちを抱えた者同士ということもあり、3人は意気投合するが、家族や友達、警察、マスコミは彼らの無実を信じようとせず、次第に3人は追い詰められていく。

#### キャスト
- ソ・ジョンフン - T.O.P（BIGBANG）
- パク・ミンソ - V.I（BIGBANG）
- チャ・ウンヨン - ホ・イジェ
- ヨンエ - シン・ミニ

#### スタッフ
- 脚本：井上由美子
- 監督：チャン・ヨンウ

## テレビ
全7作品のうち、親子の絆をテーマとした『楽園』『石ころの夢』『結婚式の後で』の3作品が『日韓共同ドラマ テレシネマ』（にっかんきょうどう-）のタイトルで、2010年8月8日から9月12日までテレビ朝日系列の日曜ナイトドラマ枠で放送された。2011年8月14日・21日には『19』が日曜ナイトプレミア枠で放送されている。なお、8月21日・28日に日曜ナイトプレミア枠で放送予定だった『天国への郵便配達人』は8月27日に関東ローカルのみの放送になった。主音声が日本語訳、副音声が原語であるが、作品自体に日本語訳の字幕スーパーが入るため、字幕放送は実施されていない。
2010年10月から2011年2月にかけて、テレ朝チャンネルで全7作品が放送された（ノーカット・字幕スーパー版）。

### 放送リスト

#### テレビ朝日
| 放送内容                 | 放送日時                                |
| ------------------------ | --------------------------------------- |
| 『楽園』（前編）         | 2010年8月8日 23:30 - 24:25              |
| 『楽園』（後編）         | 2010年8月15日 23:30 - 24:25             |
| 『石ころの夢』（前編）   | 2010年8月22日 23:00 - 23:55             |
| 『石ころの夢』（後編）   | 2010年8月29日 23:00 - 23:55             |
| 『結婚式の後で』（前編） | 2010年9月5日 23:20 - 24:15              |
| 『結婚式の後で』（後編） | 2010年9月12日 23:00 - 23:55             |
| 『19』（前編）           | 2011年8月14日 24:00 - 24:55             |
| 『19』（後編）           | 2011年8月21日 23:00 - 23:55             |
| 『天国への郵便配達人』   | 2011年8月27日 12:00 - 13:55（関東のみ） |

#### テレ朝チャンネル
| 放送作品               | 放送日時                                                                            |
| ---------------------- | ----------------------------------------------------------------------------------- |
| 『楽園』               | 2010年10月9日 20:00 - 22:00 2010年10月14日 14:50 - 16:50                            |
| 『19』                 | 2010年10月23日 20:00 - 22:00 2010年10月28日 14:50 - 16:50                           |
| 『顔と心と恋の関係』   | 2010年11月6日 20:00 - 22:00 2010年11月11日 14:50 - 16:50                            |
| 『天国への郵便配達人』 | 2010年11月20日 20:00 - 22:00 2010年11月15日 14:50 - 16:50                           |
| 『トライアングル』     | 2010年12月19日 20:00 - 21:45 2010年12月23日 14:50 - 16:35                           |
| 『石ころの夢』         | 2011年1月16日 20:00 - 21:45 2011年1月20日 14:50 - 16:40 2011年1月29日 10:15 - 12:00 |
| 『結婚式の後で』       | 2011年2月6日 20:00 - 21:45 2011年2月17日 14:00 - 16:50 2011年2月27日 13:00 - 14:45  |

| テレビ朝日 日曜ナイトドラマ                                            | テレビ朝日 日曜ナイトドラマ                                 | テレビ朝日 日曜ナイトドラマ                                               |
| 前番組                                                                 | 番組名                                                      | 次番組                                                                    |
| ---------------------------------------------------------------------- | ----------------------------------------------------------- | ------------------------------------------------------------------------- |
| 女帝 薫子 （2010年4月25日 - 2010年6月13日）                            | 日韓共同ドラマ テレシネマ （2010年8月8日 - 2010年9月12日）  | 天使の恋 （2010年9月19日 - 2010年9月26日）                                |
| テレビ朝日 日曜ナイトプレミア                                          |                                                             |                                                                           |
| アスコーマーチ 〜明日香工業高校物語〜 （2011年4月24日 - 2011年7月3日） | 日韓共同ドラマ テレシネマ （2011年8月14日 - 2011年8月21日） | バラ色の聖戦 30歳2児の母、モデルになる。 （2011年9月4日 - 2011年10月9日） |